# Sebastián Pérez
Sebastian Pérez Cardona (Envigado, 29 de março de 1993) é um futebolista Colombiano que atua como volante. Atualmente, joga pelo Casa Pia.

## Carreira
Pérez fez parte do elenco da Seleção Colombiana de Futebol nas Olimpíadas de 2016.

## Títulos

### Prêmios individuais
- Equipe ideal da América de 2018